# وبرة
وبرة، هي قرية ومركز من فئة (ب) تقع في محافظة عفيف، والتابعة لمنطقة الرياض في السعودية. وتبعد وبرة عن محافظة عفيف بمسافة تقارب (50) كم.